# Micropterix zangheriella
Micropterix zangheriella is een vlinder uit de familie  van de oermotten (Micropterigidae). De wetenschappelijke naam van de soort is voor het eerst geldig gepubliceerd door John Heath in 1963.

## Verspreiding en leefgebied
De soort komt voor in Europa.